# Aranceles en la segunda presidencia de Donald Trump

Mapa de los países por los aranceles totales confirmados actuales. Este mapa puede actualizarse en cualquier momento. Última actualización el 1 de agosto de 2025.
50% o más
40% – 49%
30% – 39%
20% – 29%
10% – 19%
Estados Unidos/Exento

Países y territorios afectados por los aranceles del «Día de la Liberación» (mientras el morado sea más fuerte, mayor porcentaje de aranceles fueron aplicados)

Los aranceles a la importación durante la segunda presidencia de Donald Trump y denominado por los medios de comunicación como guerra arancelaria, han reflejado una intensificación de las políticas comerciales proteccionistas en los Estados Unidos, con el presidente Donald Trump anunciando una serie de elevados aranceles a la importación que afectan a todos sus socios comerciales. Mientras que su primera administración impuso aranceles sobre aproximadamente 380 mil millones de dólares en importaciones, se proyecta que el total bajo su segunda administración supere los 1,4 billones de dólares para abril de 2025.
Trump reanudó la guerra comercial entre China y Estados Unidos, elevando los aranceles sobre China hasta un 145%. Asimismo, inició una segunda guerra comercial con Canadá y México al imponer un arancel del 25% sobre la mayoría de los productos canadienses y mexicanos, aunque posteriormente eximió de manera indefinida a todos los bienes que cumplieran con el T-MEC. Trump justificó estas acciones como un medio para responsabilizar a estos países por el tráfico de drogas ilegales y la inmigración irregular, además de apoyar la manufactura nacional. El 12 de marzo de 2025 entró en vigor un arancel global del 25% sobre productos de acero y aluminio.
El 2 de abril, día que Trump apodó como «Día de la Liberación», anunció un arancel universal del 10% sobre todas las importaciones a Estados Unidos, además de tarifas aún más altas para 60 países. El arancel base del 10% entró en vigor el 5 de abril, mientras que las tarifas adicionales comenzaron a aplicarse el 9 de abril. El 3 de abril entró en vigor un arancel del 25% sobre todos los automóviles importados, con la expectativa de que las piezas de automóviles sigan la misma medida. Canadá, China y la Unión Europea han anunciado medidas de represalia mediante contra-aranceles, mientras que otros países han iniciado negociaciones proactivas para evitar nuevas disputas comerciales.

## Contexto
Desde la década de 1980, Trump ha abogado por los aranceles a las importaciones como una herramienta para regular el comercio y tomar represalias contra naciones extranjeras que, según él, han estado «estafando» a los estadounidenses. En sus campañas para la presidencia de EE. UU., Trump prometió usar aranceles para lograr una amplia gama de objetivos, incluyendo prevenir guerras, reducir los déficit comerciales, mejorar la seguridad fronteriza y subsidiar el cuidado infantil. Aunque Trump ha dicho que los países extranjeros pagan sus aranceles, los aranceles de EE. UU. son tarifas pagadas por los consumidores y empresas estadounidenses, ya sea directamente o en forma de precios más altos. Poco después de ser reelegido para un segundo mandato, Trump reconoció que los aranceles podrían causar «algo de dolor» a los estadounidenses, pero insistió en que «valdrá la pena el precio que debe pagarse».
Durante su primer mandato, Trump impuso aranceles al acero y al aluminio importados, lo que resultó en aumentos de precios para los estadounidenses. En diciembre de 2021, una tonelada métrica de acero laminado en caliente costaba $1,855 en EE. UU., en comparación con $646 en China y $1,031 en Europa. La Organización Mundial del Comercio luego dictaminó que su implementación violaba las normas comerciales globales. Si bien él y su primer sucesor, Joe Biden, redujeron algunos de estos aranceles, la mayoría permaneció vigente al inicio del segundo mandato de Trump. Trump también inició una guerra comercial con China, sometiendo el 60% del comercio EE. UU.-China a aranceles del 20% y fue ampliamente caracterizada como un fracaso para Estados Unidos.
En mayo de 2019, Trump utilizó amenazas de aranceles de hasta el 25% sobre México para negociar una expansión de su política «Quédate en México» y el despliegue de soldados mexicanos para ayudar a controlar la inmigración ilegal. México desplegó casi 15,000 tropas en su frontera con EE. UU. y 6,500 tropas en su frontera con Guatemala.

## Planificación
Mientras realizaba su campaña para un segundo mandato como presidente de EE. UU., Trump prometió aranceles aún más altos que en su primer mandato, incluyendo un 60% sobre China, un 100% sobre México y un 20% sobre todos los demás países. También propuso aranceles para penalizar a las empresas estadounidenses que subcontrataran fabricación, como un arancel del 200% sobre John Deere. Además, Trump sugirió reemplazar los impuestos sobre la renta con ingresos provenientes de aranceles, una idea que economistas de la Tax Foundation calificaron de «matemáticamente imposible».
Trump nombró a su cercano asesor económico Peter Navarro como su Consejero Principal para el Comercio y la Manufactura. Navarro había estado recientemente en prisión por desafiar subpoenas del Congreso relacionadas con su papel en los intentos de anular las elecciones de 2020, incluyendo su estrategia de «Green Bay Sweep». Navarro escribió libros criticando a las corporaciones por priorizar las ganancias sobre los empleos estadounidenses y argumentando que el análisis económico tradicional pasa por alto el daño que el libre comercio puede infligir en las personas. Aboga por un régimen permanente de barreras comerciales para equilibrar el déficit comercial. Navarro había ocupado altos cargos en comercio durante el primer mandato de Trump, pero a menudo fue rechazado por funcionarios de la administración favorables al libre mercado, como Gary Cohn, quien renunció en protesta por los aranceles al acero y al aluminio impuestos por Trump en 2018. El Financial Times informó que Navarro tendría más influencia y menos oposición en la segunda administración de Trump. Navarro comenzó a trabajar estrechamente con los nominados al gabinete Howard Lutnick y Jamieson Greer.
Durante su discurso inaugural el 20 de enero de 2025, Trump prometió «iniciar de inmediato la remodelación de nuestro sistema comercial para proteger a los trabajadores y familias estadounidenses. En lugar de gravar a nuestros ciudadanos para enriquecer a otros países, gravaremos y tarifaremos a los países extranjeros para enriquecer a nuestros ciudadanos».
El 4 de marzo de 2025, EE. UU. notificó a la Organización Mundial del Comercio, un organismo de vigilancia del comercio internacional, que suspendería indefinidamente sus contribuciones planificadas. EE. UU. debía aportar aproximadamente el 11% del presupuesto de 232 millones de dólares de la OMC para 2024, una cuota basada en la participación del país en el comercio mundial. UPS lanzó una herramienta que permite a los compradores en línea ver el costo adicional de los aranceles en el momento del pago, en lugar de sorprenderse con costos adicionales al recibir su paquete.

## Aranceles multinacionales

### Aranceles sobre acero y aluminio
El 12 de marzo de 2025, EE. UU. impuso aranceles del 25 % a todas las importaciones de acero y aluminio, con el objetivo de fortalecer la producción nacional. El Secretario de Comercio, Howard Lutnick, afirmó que Trump pronto agregaría un arancel al cobre. La UE y Canadá anunciaron contra-aranceles, mientras que Australia, Reino Unido, Japón y Brasil criticaron la medida pero no tomaron represalias. El 2 de abril de 2025, los aranceles sobre el aluminio se ampliaron para incluir latas vacías de aluminio y cerveza enlatada.
Las medidas ampliaron los aranceles sobre el acero y aluminio del primer mandato de Trump al eliminar todas las exenciones y elevar el arancel sobre el aluminio del 10 % al 25 %. La administración argumentó que las exenciones previas «crearon involuntariamente lagunas que fueron explotadas por China y otros países con exceso de capacidad en acero y aluminio». Trump también ordenó que el acero sea «fundido y vertido» y el aluminio «fundido y moldeado» en EE. UU. para calificar como libre de aranceles y evitar la elusión de estos.

### Aranceles sobre automóviles y autopartes
En enero de 2025, el presidente Trump anunció amplios aranceles sobre Canadá y México, amenazando la altamente integrada cadena de suministro automotriz de América del Norte. Debido a décadas de acuerdos de libre comercio como el T-MEC, las fábricas en EE. UU., Canadá y México se acostumbraron a enviar autopartes de un lado a otro varias veces durante el proceso de fabricación. Las tres mayores automotrices estadounidenses—Ford, General Motors y Stellantis—hicieron lobby para obtener exenciones, advirtiendo que los aranceles afectarían más a las empresas estadounidenses que a sus competidores extranjeros. El CEO de Ford, Jim Farley, advirtió a los inversores: «A largo plazo, un arancel del 25 % en la frontera con México y Canadá abrirá un agujero en la industria automotriz estadounidense que nunca antes hemos visto».
Trump retrasó los aranceles sobre los vehículos que cumplen con el T-MEC y, al día siguiente, extendió la exención a todos los productos compatibles con el tratado. Aunque Trump dijo que esta exención expiraría el 2 de abril, la Casa Blanca anunció ese mismo día que continuaría indefinidamente.
Aun así, las marcas no compatibles con el T-MEC que fabrican en Canadá o México, como BMW, se vieron afectadas a partir del 4 de marzo de 2025. BMW decidió cubrir estos aranceles hasta el 1 de mayo de 2025.

### Aranceles recíprocos

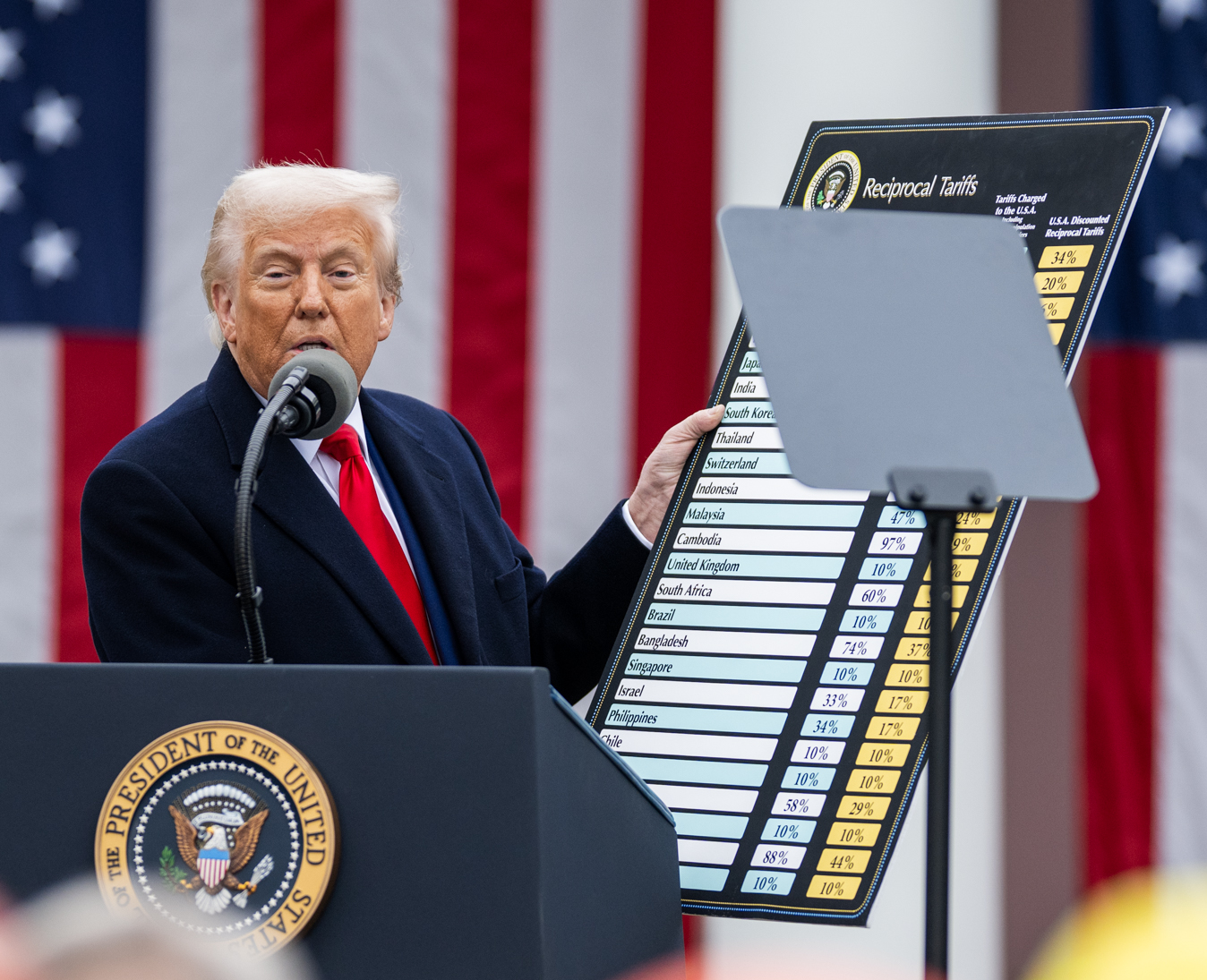
Trump mostrando un gráfico con los aranceles recíprocos

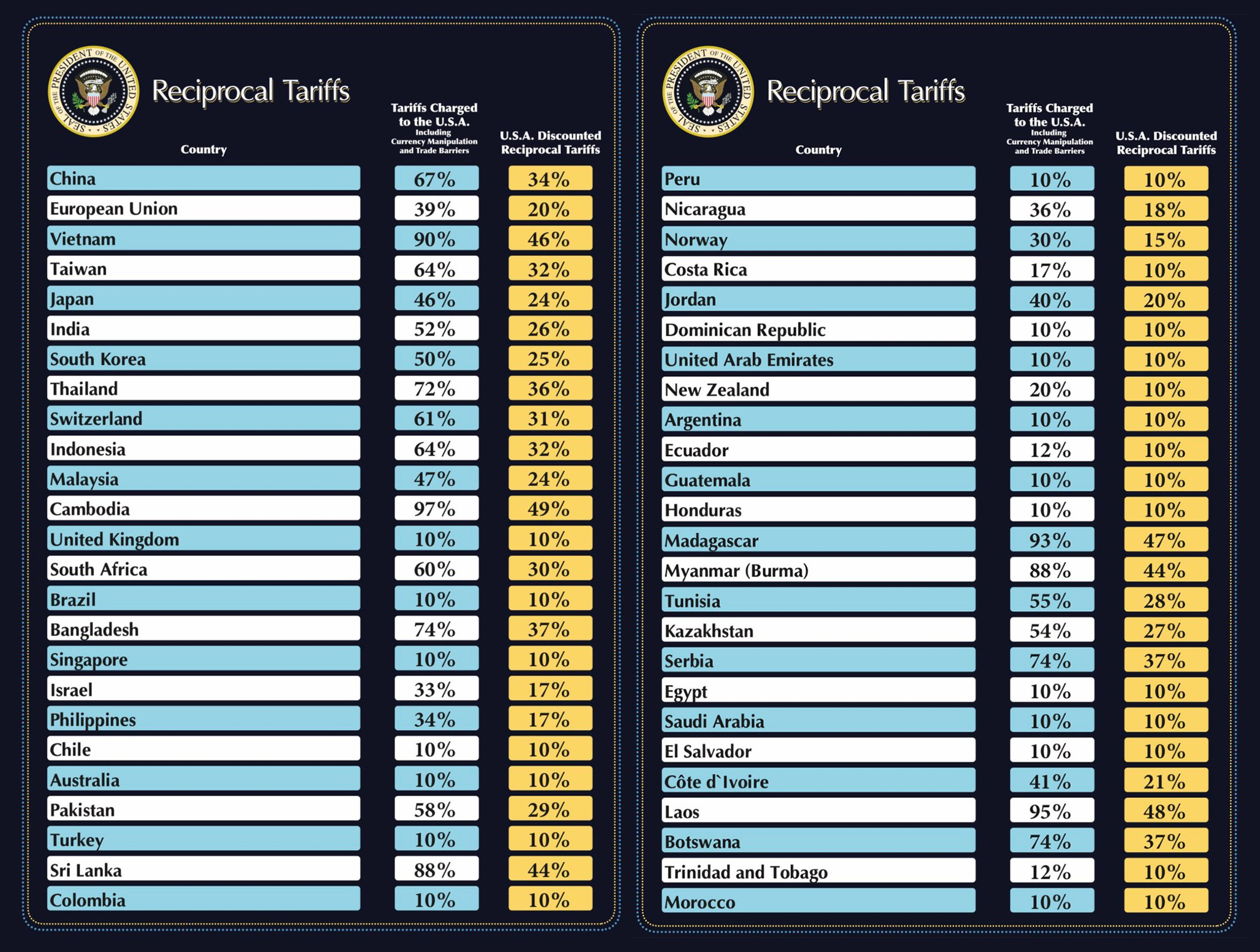
Gráfico que muestra los aranceles del «Día de la Liberación»

El 13 de febrero de 2025, el presidente Trump ordenó a su equipo investigar aranceles recíprocos personalizados para cada país, teniendo en cuenta los aranceles existentes, los balances comerciales y el impuesto al valor agregado, con un informe previsto en 180 días. Lutnick afirmó que su equipo tendría un plan listo para el 1 de abril. Trump anunció posteriormente que los aranceles recíprocos entrarían en vigor el 2 de abril de 2025, fecha que él apodó «Día de la Liberación».
Un arancel base del 10 % para la mayoría de los socios comerciales entrará en vigor a las 12:01 a. m. del 5 de abril, mientras que tasas recíprocas más altas se aplicarán desde las 12:01 a. m. del 9 de abril. La Casa Blanca confirmó que estos nuevos aranceles se sumarán a órdenes previas para China, lo que resultará en un arancel efectivo del 54 % sobre las importaciones chinas después del 9 de abril.
Reuters informó que los funcionarios de comercio enfrentaron dificultades para diseñar los aranceles debido a que los 186 miembros de la Organización Mundial de Aduanas tenían tasas arancelarias diferentes. Inicialmente, la administración consideró dividir a los países en tres niveles de aranceles: altos, medios y bajos.
Más tarde, los funcionarios Scott Bessent y Kevin Hassett informaron a Fox Business que la administración se enfocaría en los principales socios comerciales de EE. UU. y asignaría a cada uno una tasa personalizada. Hassett afirmó que había «más de 100 países que realmente no imponen aranceles a EE. UU. ni tienen barreras no arancelarias» y que solo «10 a 15 países» eran motivo de preocupación. Sin embargo, el 30 de marzo, Trump dijo a los periodistas: «No sé quién les dijo 10 o 15», desestimando la idea como un «rumor» y declarando que planeaba imponer aranceles a «todos los países».
La falta de claridad contribuyó a una alta incertidumbre económica y a caídas en el mercado de valores, haciendo de marzo el peor mes desde diciembre de 2022 para el mercado bursátil de EE. UU., con el S&P 500 perdiendo más del 5 % en ese mes y el NASDAQ más del 10 % en ese trimestre.
El ING Group comentó que los planes de esta política estaban alineados con la sección de Navarro en Proyecto 2025, titulada «El caso por un comercio justo». La sección destacaba a China, India, la UE, Tailandia, Taiwán, Vietnam, Japón y Malasia como objetivos principales debido a sus altos superávits comerciales con EE. UU. o grandes disparidades arancelarias.

### Propuestas adicionales

#### Investigación sobre el Impuesto a las Ventas Digitales
El 21 de febrero de 2025, Trump emitió un memorando presidencial ordenando a la Oficina del Representante Comercial de los Estados Unidos (USTR), así como a otros funcionarios, incluido Peter Navarro, investigar los impuestos a los servicios digitales (DSTs) y determinar si se debía tomar represalias. Una hoja informativa que acompañaba al memorando enfatizaba que la Ley de Mercados Digitales (DMA) y la Ley de Servicios Digitales (DSA) de la Unión Europea serían objeto de escrutinio.
Los DSTs son impuestos sobre los ingresos de servicios digitales como la publicidad en línea y la venta de datos de usuarios. Estos impuestos permiten a los países recaudar ingresos de empresas multinacionales que prestan servicios digitales en su jurisdicción. Las investigaciones de la USTR iniciadas durante el primer mandato de Trump llevaron a amenazas de aranceles contra varios países bajo la autoridad otorgada por la sección 301 de la Ley de Comercio de 1974. El 8 de octubre de 2021, más de 135 países participantes en las negociaciones de la OCDE acordaron un enfoque de dos pilares para reformar y eliminar los DSTs, denominado «acuerdo fiscal global». La fecha límite para el Pilar Uno era el 31 de diciembre de 2023, pero posteriormente se extendió hasta el 31 de diciembre de 2024. A partir de enero de 2025, Trump se retiró del Pilar Dos del acuerdo, y muchos DSTs nacionales siguen en vigor.

#### Aranceles secundarios
Los «aranceles secundarios» son una nueva política comercial introducida por la segunda administración de Trump que se asemeja a las sanciones secundarias. A diferencia de los aranceles primarios, que afectan directamente a un país específico, los aranceles secundarios penalizan a los países o entidades de terceros que comercian con la nación objetivo.
El 24 de marzo, tras acciones como las deportaciones venezolanas de marzo de 2025, Trump firmó una orden ejecutiva imponiendo un arancel del 25% a las naciones que compren petróleo de Venezuela a discreción del Secretario de Estado. Posteriormente, amenazó con aranceles secundarios a los países que compren petróleo ruso, a menos que Rusia acepte un tratado de paz con Ucrania, y contra países que comercien con Irán.

#### Exenciónde minimis
Las órdenes ejecutivas de Trump en febrero de 2025 anunciaron aranceles sobre importaciones de China, México y Canadá, y suspendieron inicialmente la exención de minimis de EE. UU. La exención de minimis exime a los paquetes de bajo valor de los procedimientos aduaneros estándar para reducir la carga administrativa. El Congreso de los Estados Unidos cuadruplicó el umbral de minimis de $200 a $800 en 2016, lo que resultó en un aumento de más del 1000% en los envíos que reclamaban la exención para 2023. Sin embargo, el 7 de febrero de 2025, Trump restauró indefinidamente la exención de minimis para los tres países objetivo para evitar sobrecargar a la aduana de EE. UU.

## Aranceles específicos por país

### China

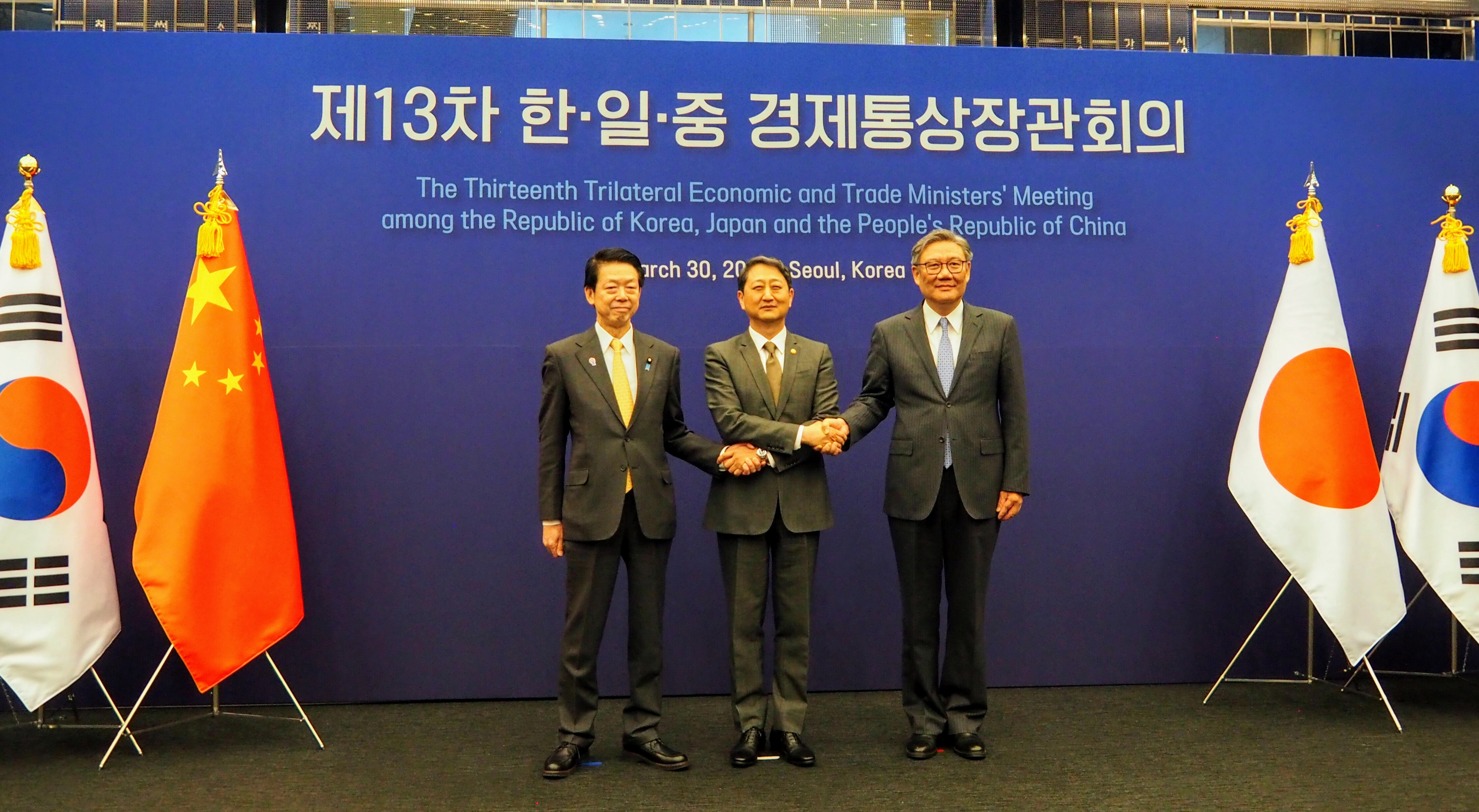
China, Corea del Sur y Japón acordaron fortalecer el libre comercio ante los aranceles de Trump el 30 de marzo de 2025

El 1 de febrero de 2025, Trump firmó la Orden Ejecutiva 14195 estableciendo un nuevo arancel del 10 % sobre todas las importaciones chinas. La orden, que entró en vigor el 4 de febrero, fue impulsada por el Consejo de Seguridad Nacional.
El 10 de febrero, China tomó represalias con aranceles del 15 % sobre el carbón y el gas natural licuado, y del 10 % sobre el petróleo y maquinaria agrícola. China también agregó a PVH Corp. e Illumina a la Lista de Entidades No Confiables del Ministerio de Comercio, inició una investigación antimonopolio contra Google, y aplicó controles de exportación a algunos metales, incluyendo el tungsteno.
Capital Economics, una consultora macroeconómica con sede en el Reino Unido, estimó que, mientras EE. UU. impuso nuevos aranceles a bienes chinos por un valor de aproximadamente 450.000 millones de dólares, los aranceles adicionales de China solo afectaron bienes estadounidenses por un valor de 20.000 millones de dólares. Julian Evans-Pritchard, jefe de Economía de China en la firma, declaró: «Las medidas son bastante modestas, al menos en comparación con las de EE. UU.». Reuters señaló que la respuesta «limitada» de China «subrayó un intento de los responsables políticos chinos de involucrar a Trump en negociaciones para evitar una guerra comercial total».
El 4 de marzo de 2025, Trump elevó nuevamente los aranceles a las importaciones chinas del 10 % al 20 %.
En respuesta, el mismo día China anunció un arancel del 15 % sobre el pollo, trigo, maíz y algodón de EE. UU., así como un arancel del 10 % sobre el sorgo, la soja, el cerdo, la carne de res, productos acuáticos, frutas, verduras y productos lácteos, con efecto a partir del 10 de marzo de 2025.
Además, China inició una investigación anti-evasión sobre productos de fibra óptica importados de Estados Unidos. La Administración General de Aduanas de China suspendió las importaciones de madera de EE. UU. y revocó las licencias de importación de soja para tres empresas estadounidenses.
El 30 de marzo de 2025, China, Corea del Sur y Japón llegaron a un acuerdo en una reunión de altos funcionarios de comercio para fortalecer sus lazos comerciales, incluyendo la cooperación en la cadena de suministro, en respuesta a los aranceles de Trump.
El minorista Walmart había pedido a algunos proveedores chinos que redujeran los precios debido a los aranceles. El 12 de marzo de 2025, el Ministerio de Comercio de China mantuvo conversaciones con Walmart, según informes de los medios estatales. Costco, una cadena de clubes de almacenes, también tomó las mismas medidas con los proveedores chinos.
El 26 de marzo de 2025, Trump sugirió que podría reducir los aranceles a China para alcanzar un acuerdo sobre la venta de TikTok.

### Canadá y México

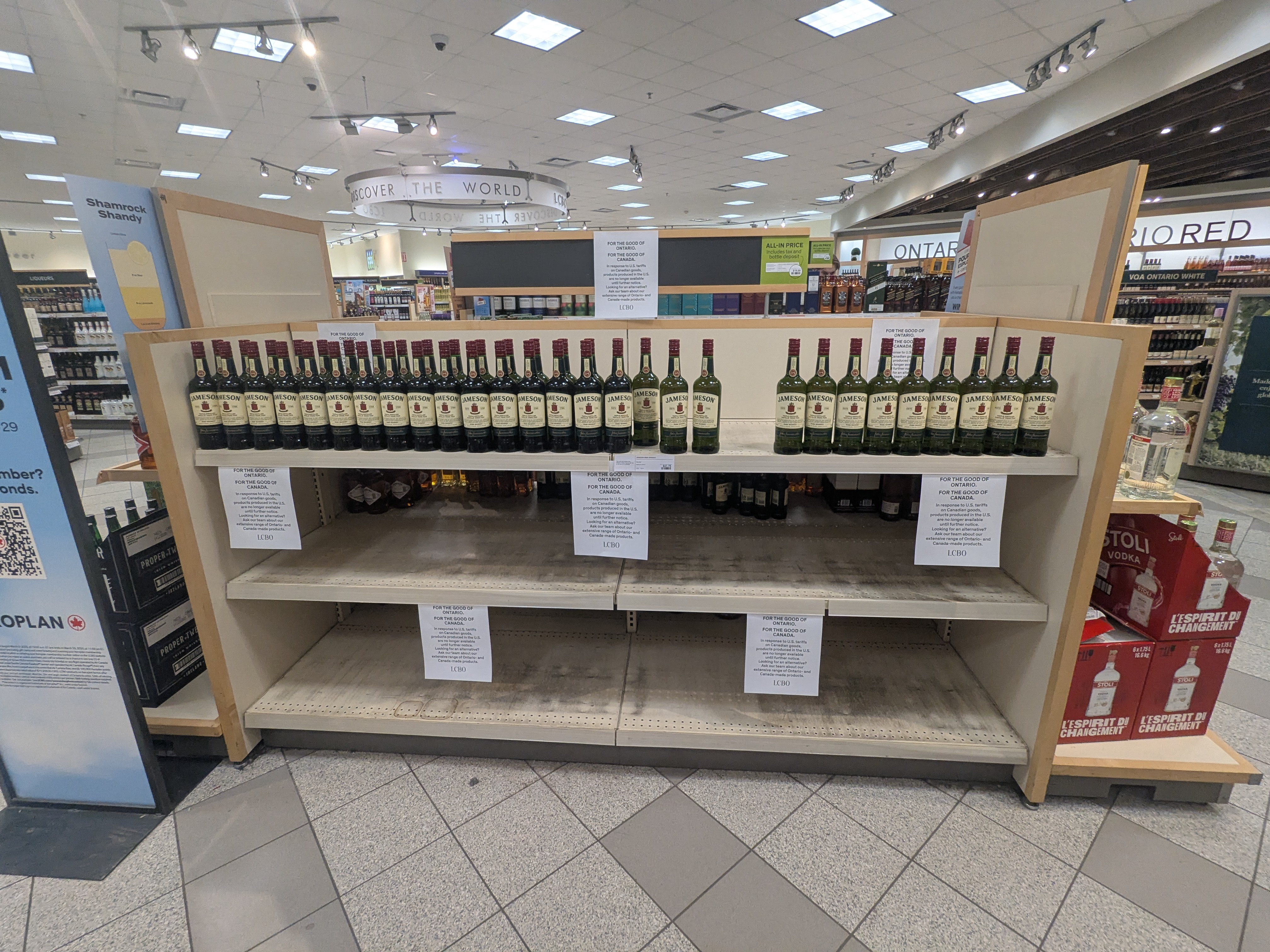
Una licorería en Ontario sin productos estadounidenses en respuesta a los aranceles de Trump en marzo de 2025

El 25 de noviembre de 2024, tras ganar la reelección, Trump anunció un arancel del 25% sobre todas las importaciones de Canadá y México a menos que tomaran medidas contra la inmigración ilegal y el tráfico de drogas, en particular el fentanilo. La presidenta de México, Claudia Sheinbaum, y el primer ministro de Canadá, Justin Trudeau, buscaron reducir las tensiones.
Si bien Trudeau señaló que menos del 1% de los cruces fronterizos ilegales y menos del 1% del fentanilo que ingresa a EE. UU. provienen de Canadá, anunció un plan de seguridad fronteriza de $1,3 mil millones el 16 de diciembre de 2024.
A pesar de estos esfuerzos, el 31 de enero de 2025 EE. UU. confirmó que los aranceles entrarían en vigor el 4 de febrero, con una tasa reducida del 10% para los productos energéticos canadienses.
Trudeau y Sheinbaum condenaron las acciones de Trump y amenazaron con represalias económicas inmediatas, pero el 3 de febrero los tres líderes negociaron un retraso de un mes en los aranceles. Como parte del acuerdo, México se comprometió a desplegar 10,000 tropas en su frontera con EE. UU., mientras que Canadá prometió nombrar un «zar del fentanilo» y continuar implementando su plan de seguridad fronteriza.
Sin embargo, el 27 de febrero, Trump afirmó que «las drogas siguen entrando en nuestro país desde México y Canadá» y reafirmó sus planes arancelarios, lo que llevó a su implementación el 4 de marzo de 2025.
Canadá respondió con aranceles del 25% a $20 mil millones (CA$30 mil millones) en bienes estadounidenses, con planes de expandirlos a $85 mil millones (CA$125 mil millones), mientras que México preparaba su respuesta para el 9 de marzo.
El inicio de la guerra comercial provocó caídas en el mercado de valores y preocupaciones económicas, particularmente para los minoristas y los fabricantes de automóviles. Lutnick rápidamente dio señales de reducciones arancelarias. «El presidente está escuchando las ofertas de México y Canadá. Está pensando en intentar hacer algo intermedio», dijo el 5 de marzo. Ese mismo día, Trump retrasó los aranceles para los fabricantes de automóviles que cumplen con el T-MEC. Al día siguiente, extendió la demora a todos los bienes que cumplen con el T-MEC—cubriendo el 50% de las importaciones mexicanas y el 38% de las canadienses—hasta el 2 de abril. El gobierno mexicano esperaba que la cantidad de bienes en cumplimiento aumentara al 85-90% en cuestión de semanas. Canadá afirmó que mantendría sus aranceles iniciales pero pausaría los aumentos planificados. Decenas de miles de mexicanos celebraron junto a Sheinbaum en la plaza central de la Ciudad de México.
Canadá, el mayor proveedor de acero y aluminio de EE. UU., se vio significativamente afectado por los aranceles estadounidenses a estos metales, que entraron en vigor el 12 de marzo. Canadá respondió al día siguiente con aranceles del 25% sobre bienes adicionales de EE. UU. por un valor de $20,6 mil millones (CA$29,8 mil millones). El 26 de marzo, el sucesor de Trudeau, el primer ministro Mark Carney, calificó los aranceles automotrices de Trump como un «ataque directo» y dijo que convocaría una reunión de gabinete al día siguiente para planear una respuesta.

### Europa

#### Unión Europea
Antes de su segunda investidura, Trump amenazó con imponer aranceles a Europa a menos que redujera su superávit comercial con EE. UU. aumentando las importaciones de automóviles, productos agrícolas y petróleo y gas estadounidenses. EE. UU. y la Unión Europea comerciaron un récord de $1,6 billones en 2023. La Comisión Europea señaló que, si bien EE. UU. tenía un déficit comercial en bienes con la UE, este se compensaba con un superávit en servicios. El 2 de febrero de 2025, Trump dijo a los periodistas que planeaba imponer aranceles a la Unión Europea «muy pronto». También sugirió que los aranceles al Reino Unido «podrían ocurrir», pero creía que «ese asunto se puede resolver».
Algunos líderes de la UE amenazaron con represalias inmediatas, mientras que otros expresaron preocupación por la posibilidad de reavivar la inflación global. «Debemos hacer todo lo posible para evitar esta guerra arancelaria totalmente innecesaria y estúpida», dijo el primer ministro polaco Donald Tusk. El 4 de febrero de 2025, los ministros de comercio de la UE se reunieron en Varsovia para discutir las amenazas del presidente de EE. UU. El 7 de febrero de 2025, la UE propuso reducir los aranceles a la importación de automóviles del 10% a una tasa más cercana al 2,5% de EE. UU. y aumentar la compra de gas natural licuado y equipo militar estadounidense.

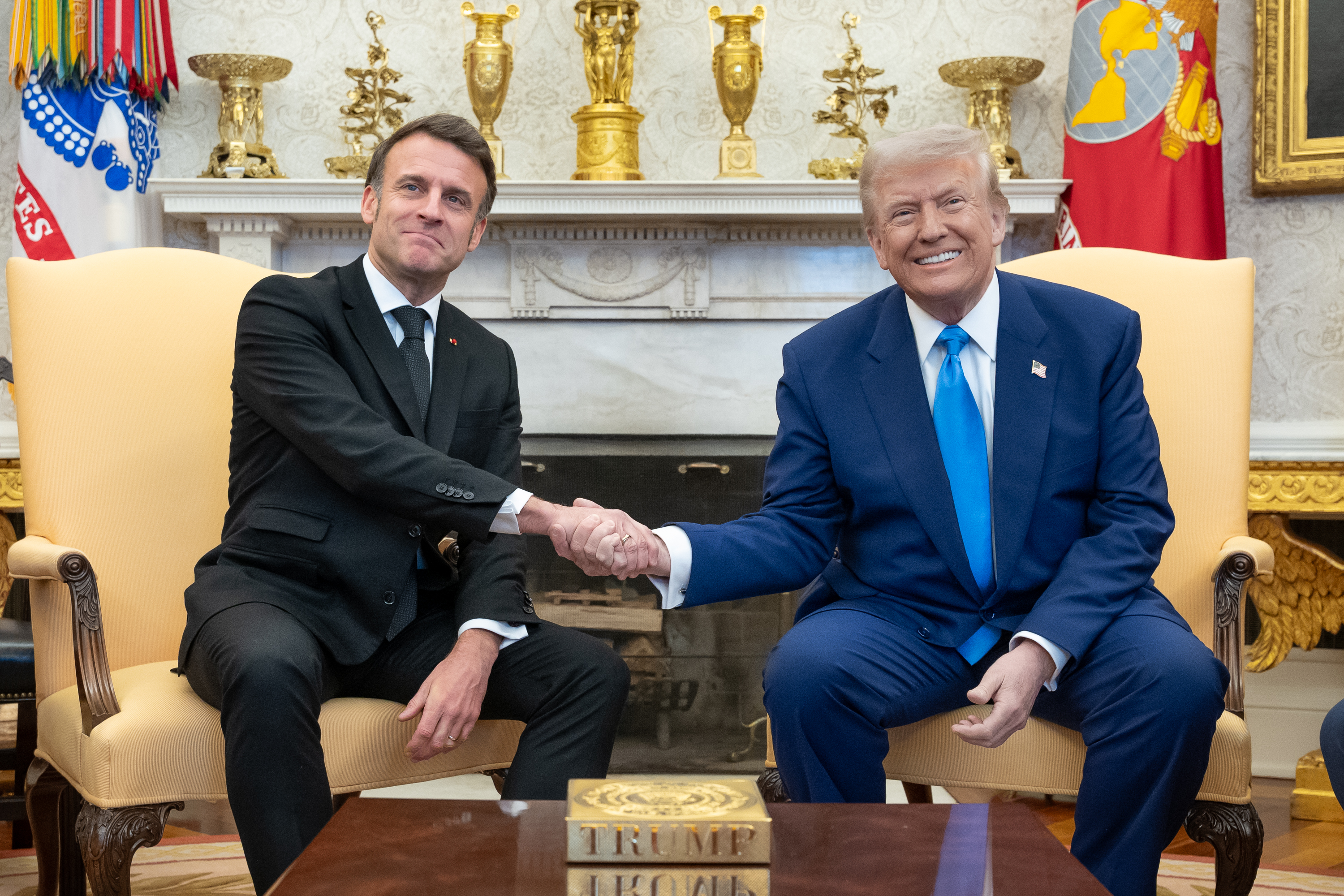
El presidente de Francia, Emmanuel Macron, sostuvo conversaciones con el presidente de Estados Unidos, Donald Trump, en la Casa Blanca.

El 25 de febrero, el presidente de Francia, Emmanuel Macron, se reunió con Trump en la Casa Blanca con el objetivo de persuadirlo de no iniciar una guerra comercial con Europa y centrarse en China en su lugar.
El 12 de marzo, después de que entraran en vigor los aranceles globales de Trump sobre el acero y el aluminio, la Unión Europea anunció un plan de represalia en dos fases. Inicialmente programadas para comenzar el 1 de abril, ambas fases se pospusieron hasta mediados de abril. La primera fase consiste en restablecer los aranceles impuestos en 2018 y 2020 en respuesta a los aranceles a los metales de Trump en su primer mandato. Estas medidas, valoradas en €6,3 mil millones en 2018 pero reducidas a €4,5 mil millones en 2025 debido al Brexit y la disminución del comercio entre EE. UU. y la UE, fueron suspendidas en 2023 tras negociaciones con el entonces presidente Joe Biden. La segunda fase introduce aranceles dirigidos a productos industriales y agrícolas de EE. UU. por un valor de €18 mil millones, incluidos acero, aluminio, electrodomésticos, productos de madera, aves de corral, carne de res y otros alimentos importados. Trump condenó el plan de la UE de imponer un arancel del 50% al whiskey estadounidense y amenazó con imponer aranceles del 200% a las bebidas alcohólicas europeas en respuesta.
En la antesala de la imposición de los aranceles recíprocos de Trump, Bernd Lange, presidente de la INTA, propuso tomar represalias con «aranceles a los servicios digitales, donde EE. UU. tiene un enorme superávit».

#### Reino Unido
El Reino Unido decidió no tomar represalias contra los aranceles al metal impuestos por el presidente Trump. La canciller Rachel Reeves del Partido Laborista declaró que las conversaciones estaban «en curso» sobre una posible reducción del Impuesto sobre los Servicios Digitales (DST) del Reino Unido para evitar nuevas disputas comerciales con Estados Unidos. Introducido en 2020, el DST del Reino Unido impone un gravamen del 2% a grandes empresas digitales, generando aproximadamente 800 millones de libras esterlinas anualmente. La propuesta de reducir el impuesto fue criticada por los Demócratas Liberales, quienes lo condenaron como un «regalo fiscal para Elon Musk, Zuckerberg y otros magnates tecnológicos estadounidenses» y, en su lugar, abogaron por un aumento al 6%.

### India

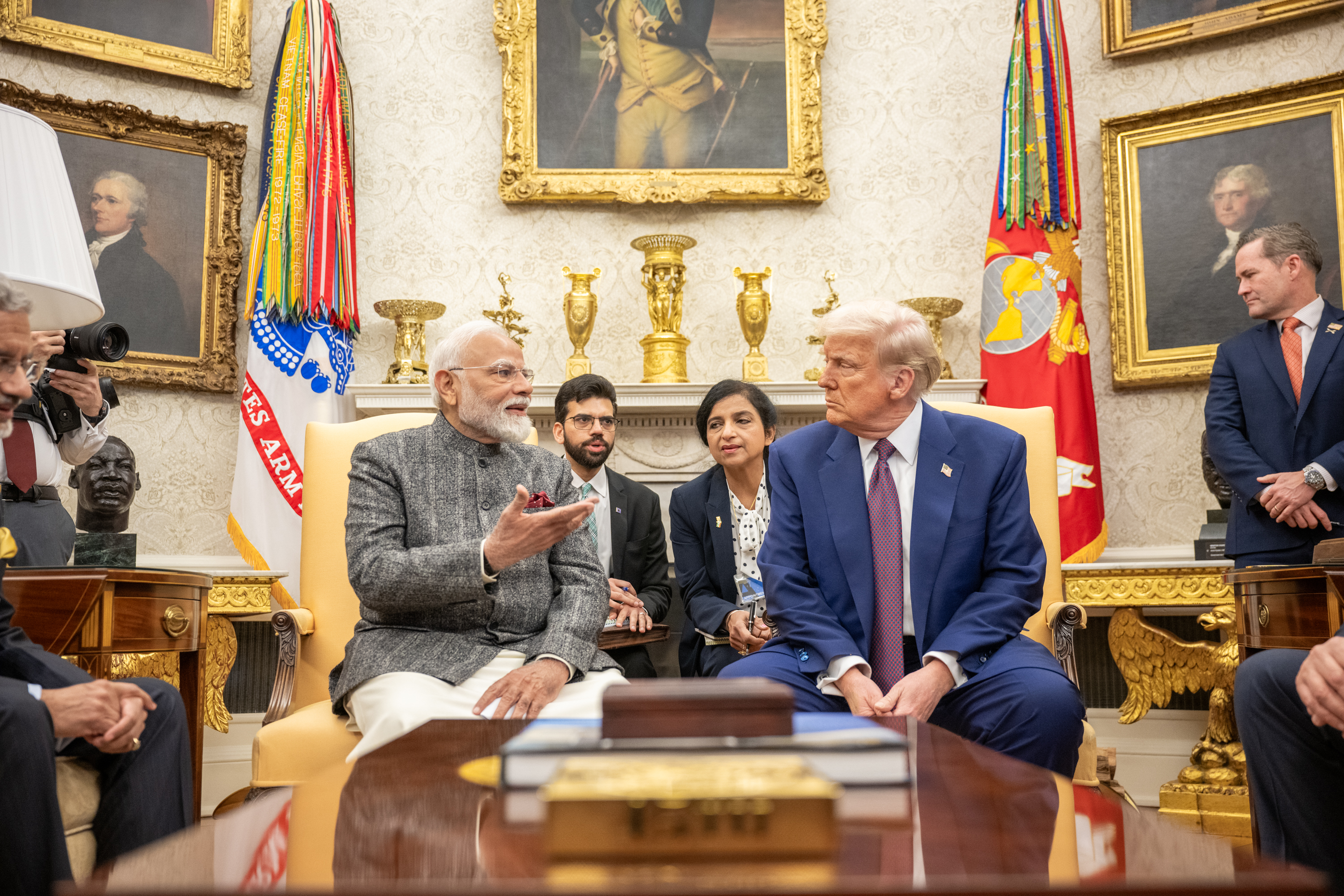
El primer ministro de India, Narendra Modi, sostuvo conversaciones con el presidente de Estados Unidos, Donald Trump, en la Casa Blanca.

El primer ministro indio Narendra Modi visitó la Casa Blanca en febrero para negociar aranceles y avanzar en un acuerdo destinado a duplicar el comercio bilateral hasta los 500 mil millones de dólares para 2030. El arancel promedio ponderado por comercio de India era del 12%, en comparación con el 2,2% de Estados Unidos, lo que llevó a Trump a apodar repetidamente al país como el «rey de los aranceles», «abusador de aranceles» y un «gran abusador» de los lazos comerciales.
Los análisis proyectaron que las medidas arancelarias recíprocas tendrían impactos económicos significativos en India. Citi Research estimó que India podría perder 7 mil millones de dólares anuales. Un análisis interno indio estimó que los aranceles recíprocos afectarían al 87% de sus exportaciones totales a EE. UU., valoradas en 66 mil millones de dólares. India estimó aumentos de entre el 6% y el 10% en los aranceles de artículos como perlas, combustibles minerales y maquinaria, mientras que los 11 mil millones de dólares en exportaciones de productos farmacéuticos y automotrices serían los más afectados.
India tomó varias medidas para abordar las preocupaciones comerciales. En febrero, redujo los aranceles a motocicletas y whisky, se comprometió a revisar aranceles adicionales y ofreció aumentar las importaciones de energía y equipos de defensa estadounidenses. Al mes siguiente, Reuters informó que India estaba negociando un acuerdo comercial con EE. UU. y estaba dispuesta a reducir o eliminar aranceles en el 55% de sus importaciones desde EE. UU., valoradas en 23 mil millones de dólares, que actualmente estaban sujetas a aranceles del 5% al 30%. India advirtió que la oferta dependía de una reducción en los aranceles recíprocos y que las decisiones aún no eran definitivas.

### Otros países
El 26 de enero de 2025, surgió una disputa entre Colombia y EE. UU. después de que el presidente colombiano Gustavo Petro se negara a permitir el aterrizaje de dos aviones militares estadounidenses que transportaban ciudadanos colombianos deportados. Petro calificó el trato a los deportados en vuelos militares como indigno y dijo que aceptaría vuelos de deportación en aviones civiles. En respuesta, Trump ordenó represalias contra Colombia y sus funcionarios, incluyendo aranceles del 25% que aumentarían al 50% en una semana si Petro no revertía su posición. Petro respondió imponiendo un arancel del 25% a EE. UU., que también aumentaría al 50%. Horas más tarde, EE. UU. anunció que Colombia había aceptado la «recepción irrestricta» de deportados, incluyendo en aviones militares. Colombia afirmó que «continuará recibiendo» a los colombianos deportados y garantizará «condiciones dignas» para ellos.
En noviembre de 2024 y nuevamente en enero de 2025, Trump intentó amenazar a los países de BRICS, advirtiendo que enfrentarían aranceles del 100% si intentaban reemplazar al dólar estadounidense como moneda de reserva. El 24 de marzo de 2025, Trump amenazó con imponer un arancel del 25% a las importaciones provenientes de países que compren petróleo y gas a Venezuela.

## Impacto

### Mercados
Inmediatamente después del anuncio realizado por Donald Trump el 2 de abril, los mercados financieros internacionales experimentaron una fuerte caída, reflejo del nerviosismo e incertidumbre generados por la declaración. En Asia, los principales indicadores bursátiles de Japón se desplomaron: el índice Nikkei 225 descendió un 2,8 %, mientras que el TOPIX cayó un 3,1 %. En Europa, la situación fue igualmente tensa: el FTSE 100 del Reino Unido retrocedió un 1,6 %, y el CAC 40 de París sufrió una contracción del 3,3 %. El DAX alemán, termómetro de la mayor economía europea, también registró una pérdida del 3,1 %.
En los Estados Unidos, las repercusiones no se hicieron esperar. Los contratos de futuros vinculados al índice S&P 500 retrocedieron un 3,9 %, mientras que los del Dow Jones Industrial Average bajaron un 2,7 % y los del Nasdaq 100 cedieron un pronunciado 4,7 %.
Durante la jornada del 3 de abril, el S&P 500 registró una caída superior a los 274 puntos, equivalente a una pérdida del 4,88 %, siendo esta la segunda mayor disminución en puntos de su historia. Ese mismo día, el índice Nasdaq Composite se desplomó más de 1.050 puntos, una contracción del 5,97 %, marcando el mayor retroceso en puntos jamás registrado en dicho indicador. El Dow Jones Industrial Average, por su parte, perdió 1.679,39 puntos, una caída del 3,98 %, lo que lo ubicó entonces como la quinta mayor pérdida en puntos desde su creación.
El 4 de abril, la tendencia descendente se intensificó. El S&P 500 cayó un 5,97 %, mientras que el Nasdaq Composite retrocedió 962,82 puntos, lo que representa un descenso del 5,82 % e implicó oficialmente su entrada en territorio de mercado bajista. El Dow Jones también continuó su desplome, perdiendo 2.231,07 puntos, una baja del 5,50 %, cifra que lo convirtió en su tercera mayor caída histórica en términos absolutos. En paralelo, el Índice de Volatilidad del Mercado de Opciones de Chicago (VIX), comúnmente conocido como el «índice del miedo» de Wall Street, subió 15,29 puntos, cerrando en 45,31 unidades, su valor de cierre más alto desde el año 2020.
Cabe señalar que, el mismo 3 de abril, el índice Russell 2000 —referente de las pequeñas capitalizaciones estadounidenses— ingresó en territorio de mercado bajista tras hundirse un 6,59 %, equivalentes a 134,82 puntos, acumulando una pérdida superior al 20 % desde su máximo reciente. El Nasdaq Composite siguió sus pasos al día siguiente.
En conjunto, entre el 3 y el 4 de abril, el mercado bursátil estadounidense perdió un valor estimado en 6,4 billones de dólares, cifra equiparable a la capitalización bursátil combinada de gigantes corporativos como Amazon, Apple y Berkshire Hathaway. Este desplome constituyó la mayor pérdida en valor de mercado jamás registrada en un lapso de dos días en la historia financiera de Estados Unidos, superando en más de 2 billones de dólares al récord anterior.
El 7 de abril, el pánico continuó su expansión. En las primeras horas de negociación en Japón, la caída del 8,03 % en los futuros desencadenó el mecanismo de interrupción automática conocido como cortocircuitos (circuit breaker), reflejo de la profundidad del colapso y del temor reinante en los mercados asiáticos.

### Estados Unidos
Aunque la política económica del primer mandato de Trump incluyó aranceles más bajos y específicos con muchas excepciones, como una para los productos de Apple, en su segundo mandato prometió tasas más altas, impactos más amplios y pocas excepciones. Según la Tax Foundation, la primera administración de Trump impuso nuevos aranceles a aproximadamente 380.000 millones de dólares en importaciones. En comparación, se esperaba que la segunda administración de Trump afectara más de 1,4 billones de dólares en importaciones para abril de 2025.
Al inicio de su segundo mandato, la confusión sobre los niveles de aranceles, que fluctuaban rápidamente, y otras políticas económicas generaron una gran incertidumbre para las empresas y economistas. El PIB de EE. UU. creció un 2,8% en 2024, el año anterior a la toma de posesión de Trump. En marzo de 2025, la Reserva Federal redujo su previsión de crecimiento para 2025 del 2,1% al 1,7%, mientras que la OCDE proyectó una caída al 2,2% en 2025 y al 1,6% en 2026. La Reserva Federal también aumentó las expectativas promedio de inflación del 2,5% al 2,7%.
Se espera que el impacto de los aranceles del 25% sobre productos de México y Canadá sea significativo. Se prevé que los precios de los comestibles aumenten, ya que dos tercios de las importaciones de verduras de EE. UU. provienen de México. El Instituto Peterson de Economía Internacional (PIIE) estimó que si dicho arancel se mantiene hasta 2029, reduciría el producto interno bruto de EE. UU. en US$200 mil millones. Según el Budget Lab de la Universidad de Yale, los hogares estadounidenses perderían aproximadamente US$1,200 en poder adquisitivo.
El Consejo de Relaciones Exteriores señala que el sector energético de la economía estadounidense será uno de los más afectados por los aranceles. Se espera que un arancel del 10% sobre las importaciones de energía de Canadá aumente los precios de la energía para los consumidores estadounidenses, en parte porque Canadá es el mayor proveedor de energía de EE. UU., incluyendo el 61% de las importaciones de crudo en 2021. Las refinerías estadounidenses, especialmente en el Medio Oeste, dependen del crudo para producir gasolina, y las proyecciones indican que los precios de la gasolina podrían aumentar hasta 50 centavos por galón en la región debido a los aranceles. El 2 de febrero de 2025, la empresa canadiense Irving Oil emitió un comunicado señalando: «La mayoría de los productos refinados en nuestra refinería de Saint John están destinados al mercado estadounidense… Este arancel resultará en aumentos de precios para nuestros clientes en EE. UU. y tendrá impactos en la seguridad energética y la economía en general». Durante su campaña, Trump prometió a los votantes reducir los costos de energía a la mitad en su primer año en el cargo.
El economista Michael Hudson ha argumentado que los aranceles tienen el potencial de perturbar la economía global al alterar la balanza de pagos entre Estados Unidos y sus acreedores extranjeros. Al reducir el comercio de exportación entre Estados Unidos y los países afectados por los aranceles, y al aumentar el costo de los bienes denominados en dólares, EE. UU. dificulta que esos países paguen sus deudas en dólares. Hudson cree que esto podría provocar una crisis de deuda y lo compara con ejemplos históricos como la crisis de la deuda latinoamericana y el reembolso interaliado de préstamos durante las Guerras Mundiales.

### China
Nomura Holdings estimó que la eliminación de la exención de minimis de Estados Unidos para bienes chinos «ralentizaría el crecimiento de las exportaciones chinas en 1.3 puntos porcentuales y el crecimiento del PIB en 0.2 puntos». Cuando el Congreso estadounidense elevó el límite de minimis de $200 a $800 en 2016, provocó un aumento en las importaciones de productos chinos baratos en el país. Un informe del Comité Selecto de la Cámara de Representantes de Estados Unidos de 2023 estimó que «casi la mitad» de todos los envíos de minimis provenían de China y que las empresas chinas de comercio electrónico, Temu y Shein, que representaban más del 30% de las exenciones de minimis diarias hacia Estados Unidos, integraron más vendedores con presencia física en esa nación y ampliaron sus instalaciones de distribución fuera de China para mitigar el impacto de la pérdida de la exención de minimis en Estados Unidos.
El 7 de febrero de 2025, Trump suspendió el cierre de la exención para China hasta que el Secretario de Comercio le notificara que existían sistemas adecuados para procesar y recaudar ingresos por aranceles. Se espera que la exención se cierre nuevamente el 3 de mayo de 2025.

### Otros países
El primer ministro de Ontario, Doug Ford, afirmó que los aranceles probablemente afectarían alrededor de medio millón de empleos en la industria automotriz de la provincia. El director de estudios del Instituto Peterson, Marcus Nolands, consideró que los aranceles causarían desindustrialización en México.

## Tabla resumen
| Aranceles impuestos por EE. UU.                                                      | Aranceles impuestos por EE. UU. | Aranceles impuestos por EE. UU.                    | Aranceles impuestos por EE. UU. | Aranceles impuestos por EE. UU. | Aranceles impuestos por EE. UU. |
| Arancel                                                                              | Anunciado                       | Vigente desde                                      | Estado                          | Notas | Ref                             |
| ------------------------------------------------------------------------------------ | ------------------------------- | -------------------------------------------------- | ------------------------------- | --- | ------------------------------- |
| 10% de impuesto universal de importación sobre todos los bienes ingresados a EE. UU. | 2 de abril de 2025              | 5 de abril de 2025                                 | Anunciado                       | | [ 7 ]                           |
| Aranceles «recíprocos»                                                               | 13 de febrero de 2025           | 9 de abril de 2025                                 | Anunciado                       | Ver más abajo: Aranceles en la segunda presidencia de Donald Trump#Aranceles recíprocos por país | [ 38 ]                          |
| Aranceles del 25% sobre productos de acero y aluminio                                | 10 de febrero de 2025           | 12 de marzo de 2025                                | En vigor                        | | [ 142 ] [ 29 ]                  |
| 25% sobre cerveza enlatada y latas de aluminio vacías                                | 2 de abril de 2025              | 4 de abril de 2025                                 | Anunciado                       | Un aviso del Departamento de Comercio amplió los aranceles al aluminio para incluir latas vacías y cerveza enlatada. | [ 31 ]                          |
| 25% sobre la mayoría de bienes canadienses                                           | 1 de febrero de 2025            | 4 de marzo de 2025                                 | Parcialmente en vigor           | Los aranceles sobre bienes que cumplen con el T-MEC se han retrasado indefinidamente. El 38% de los bienes canadienses cumplían en 2024. Arancel sobre potasa reducido al 10%. | [ 65 ]                          |
| 10% sobre petróleo y gas canadiense                                                  | 1 de febrero de 2025            | 4 de marzo de 2025                                 | Retrasado                       | Arancel suspendido hasta el 2 de abril. | [ 65 ]                          |
| 20% sobre todos los bienes chinos                                                    | 1 de febrero de 2025            | 4 de febrero de 2025; Aumentado 4 de marzo de 2025 | En vigor                        | Aumentado del 10% al 20% el 4 de marzo. | [ 61 ]                          |
| 25% sobre todos los bienes mexicanos                                                 | 1 de febrero de 2025            | 4 de marzo de 2025                                 | Parcialmente en vigor           | Los aranceles sobre bienes que cumplen con el T-MEC se han retrasado indefinidamente. En 2024, el 50% de los bienes mexicanos cumplían con el acuerdo, pero México planeaba aumentar ese porcentaje al 85%-90%. Arancel sobre potasa reducido al 10%.                                                                               | [ 65 ]                          |
| Represalias extranjeras                                                              |                                 |                                                    |                                 | |                                 |
| País/Región                                                                          | Anunciado                       | Vigente desde                                      | Estado                          | Notas | Ref                             |
| Canadá                                                                               | 1 de febrero de 2025            | 4 de marzo de 2025                                 | En vigor                        | 25% sobre $20.8 mil millones (CA$30 mil millones) en bienes estadounidenses en vigor. Una expansión planificada a $86 mil millones (CA$125 mil millones) en bienes fue suspendida el 6 de marzo. | [ 145 ] [ 146 ]                 |
| Canadá                                                                               | 12 de marzo de 2025             | 13 de marzo de 2025                                | En vigor                        | Aranceles del 25% sobre bienes estadounidenses por valor de $20,6 mil millones (CA$29,8 mil millones): $8,7 mil millones (CA$12,6 mil millones) en productos de acero, $2 mil millones (CA$3 mil millones) en productos de aluminio y $9,9 mil millones (CA$14,2 mil millones) en bienes diversos.                                  | [ 147 ]                         |
| China                                                                                | 1 de febrero de 2025            | 4 de febrero de 2025                               | En vigor                        | Arancel del 15% sobre el carbón y el gas natural licuado, 10% sobre el petróleo y maquinaria agrícola, e investigaciones sobre empresas estadounidenses. | [ 62 ]                          |
| China                                                                                | 4 de marzo de 2025              | 10 de marzo de 2025                                | En vigor                        | Aranceles del 10-15% sobre carne y productos agrícolas de EE. UU., suspensión de importaciones de madera estadounidense, revocación de licencias de importación de soja para 3 empresas estadounidenses. | [ 67 ]                          |
| Unión Europea                                                                        | 12 de marzo de 2025             | Mediados de abril                                  | Anunciado                       | Aranceles sobre bienes de consumo estadounidenses por valor de €4,5 mil millones (retrasados desde el 1 de abril) y €18 mil millones en productos de acero y agrícolas de EE. UU. a mediados de abril. | [ 104 ]                         |
| Aranceles propuestos por EE. UU.                                                     |                                 |                                                    |                                 | |                                 |
| 25% a países que importen petróleo venezolano                                        | 24 de marzo de 2025             | 2 de abril de 2025                                 | Anunciado                       | El Secretario de Estado de los Estados Unidos podrá imponer un arancel del 25% a los bienes de cualquier país que importe petróleo venezolano, directa o indirectamente, después del 2 de abril de 2025. En 2024, China importó el 68% del petróleo venezolano.                                                                     | [ 54 ]                          |
| 25% sobre automóviles                                                                | 26 de marzo de 2025             | 3 de abril de 2025                                 | Anunciado                       | Trump utilizó la Sección 232 para imponer estos aranceles tras una investigación de 2019. | [ 148 ]                         |
| 25% sobre piezas de automóviles                                                      | 26 de marzo de 2025             | 3 de mayo de 2025                                  | Anunciado                       | Las piezas de automóviles compatibles con el USMCA permanecerán libres de aranceles hasta que el Secretario de Comercio de los Estados Unidos y la Oficina de Aduanas y Protección Fronteriza de Estados Unidos establezcan un proceso para aplicar aranceles a su contenido no estadounidense, lo que se espera para el 3 de mayo. | [ 148 ]                         |
| Aranceles sobre todos los bienes de la UE                                            | 2 de febrero de 2025            |                                                    |                                 | El 2 de febrero de 2025, Trump dijo a los periodistas que planeaba imponer aranceles a la Unión Europea «muy pronto». El 13 de marzo, amenazó con un arancel del 200% sobre el alcohol de la UE. | [ 93 ]                          |
| Impuestos a los servicios digitales (DSTs)                                           | 21 de febrero de 2025           |                                                    |                                 | Trump ordenó a la USTR iniciar una investigación de la Sección 301 sobre los DSTs, especialmente contra Francia, Austria, Italia, España, Turquía y el Reino Unido. | [ 49 ]                          |
| Cobre                                                                                | 25 de febrero de 2025           |                                                    |                                 | Trump ordenó una investigación de la Sección 232 sobre importaciones de cobre. |                                 |
| Madera y madera aserrada                                                             | 1 de marzo de 2025              |                                                    |                                 | Trump ordenó una investigación de la Sección 232 sobre importaciones de madera. |                                 |

## Aranceles recíprocos por país
| País o territorio                                       | Rango de arancel |
| ------------------------------------------------------- | ---------------- |
| China                                                   | 34%              |
| Unión Europea                                           | 20%              |
| Vietnam                                                 | 46%              |
| Taiwán                                                  | 32%              |
| Japón                                                   | 24%              |
| India                                                   | 26%              |
| Corea del Sur                                           | 25%              |
| Tailandia                                               | 36%              |
| Suiza                                                   | 31%              |
| Indonesia                                               | 32%              |
| Malasia                                                 | 24%              |
| Camboya                                                 | 49%              |
| Reino Unido                                             | 10%              |
| Sudáfrica                                               | 30%              |
| Brasil                                                  | 10%              |
| Bangladés                                               | 37%              |
| Singapur                                                | 10%              |
| Israel                                                  | 17%              |
| Filipinas                                               | 17%              |
| Chile                                                   | 10%              |
| Australia                                               | 10%              |
| Pakistán                                                | 29%              |
| Turquía                                                 | 10%              |
| Sri Lanka                                               | 44%              |
| Colombia                                                | 10%              |
| Perú                                                    | 10%              |
| Nicaragua                                               | 18%              |
| Noruega                                                 | 15%              |
| Costa Rica                                              | 10%              |
| Jordania                                                | 20%              |
| República Dominicana                                    | 10%              |
| Emiratos Árabes Unidos                                  | 10%              |
| Nueva Zelanda                                           | 10%              |
| Argentina                                               | 10%              |
| Ecuador                                                 | 10%              |
| Guatemala                                               | 10%              |
| Honduras                                                | 10%              |
| Madagascar                                              | 47%              |
| Birmania                                                | 44%              |
| Túnez                                                   | 28%              |
| Kazajistán                                              | 27%              |
| Serbia                                                  | 37%              |
| Egipto                                                  | 10%              |
| Arabia Saudita                                          | 10%              |
| El Salvador                                             | 10%              |
| Costa de Marfil                                         | 21%              |
| Laos                                                    | 48%              |
| Botsuana                                                | 37%              |
| Trinidad y Tobago                                       | 10%              |
| Marruecos                                               | 10%              |
| Argelia                                                 | 30%              |
| Omán                                                    | 10%              |
| Uruguay                                                 | 10%              |
| Bahamas                                                 | 10%              |
| Lesoto                                                  | 50%              |
| Ucrania                                                 | 10%              |
| Baréin                                                  | 10%              |
| Catar                                                   | 10%              |
| Mauricio                                                | 40%              |
| Fiyi                                                    | 32%              |
| Islandia                                                | 10%              |
| Kenia                                                   | 10%              |
| Liechtenstein                                           | 37%              |
| Guyana                                                  | 38%              |
| Haití                                                   | 10%              |
| Bosnia y Herzegovina                                    | 35%              |
| Nigeria                                                 | 14%              |
| Namibia                                                 | 21%              |
| Brunéi                                                  | 24%              |
| Bolivia                                                 | 10%              |
| Panamá                                                  | 10%              |
| Venezuela                                               | 15%              |
| Macedonia del Norte                                     | 33%              |
| Etiopía                                                 | 10%              |
| Ghana                                                   | 10%              |
| Moldavia                                                | 31%              |
| Angola                                                  | 32%              |
| República Democrática del Congo                         | 11%              |
| Jamaica                                                 | 10%              |
| Mozambique                                              | 16%              |
| Paraguay                                                | 10%              |
| Zambia                                                  | 17%              |
| Líbano                                                  | 10%              |
| Tanzania                                                | 10%              |
| Irak                                                    | 39%              |
| Georgia                                                 | 10%              |
| Senegal                                                 | 10%              |
| Azerbaiyán                                              | 10%              |
| Camerún                                                 | 11%              |
| Uganda                                                  | 10%              |
| Albania                                                 | 10%              |
| Armenia                                                 | 10%              |
| Nepal                                                   | 10%              |
| San Martín (Países Bajos)                               | 10%              |
| Islas Malvinas (Reino Unido)                            | 41%              |
| Gabón                                                   | 10%              |
| Kuwait                                                  | 10%              |
| Togo                                                    | 10%              |
| Surinam                                                 | 10%              |
| Belice                                                  | 10%              |
| Papúa Nueva Guinea                                      | 10%              |
| Malaui                                                  | 17%              |
| Liberia                                                 | 10%              |
| Islas Vírgenes Británicas (Reino Unido)                 | 10%              |
| Afganistán                                              | 10%              |
| Zimbabue                                                | 18%              |
| Benín                                                   | 10%              |
| Barbados                                                | 10%              |
| Mónaco                                                  | 10%              |
| Siria                                                   | 41%              |
| Uzbekistán                                              | 10%              |
| República del Congo                                     | 10%              |
| Yibuti                                                  | 10%              |
| Polinesia Francesa (Francia)                            | 10%              |
| Islas Caimán (Reino Unido)                              | 10%              |
| Kosovo                                                  | 10%              |
| Curazao (Países Bajos)                                  | 10%              |
| Vanuatu                                                 | 22%              |
| Ruanda                                                  | 10%              |
| Sierra Leona                                            | 10%              |
| Mongolia                                                | 10%              |
| San Marino                                              | 10%              |
| Antigua y Barbuda                                       | 10%              |
| Bermudas (Reino Unido)                                  | 10%              |
| Suazilandia                                             | 10%              |
| Islas Marshall                                          | 10%              |
| San Pedro y Miquelón (Francia)                          | 50%              |
| San Cristóbal y Nieves                                  | 10%              |
| Turkmenistán                                            | 10%              |
| Granada                                                 | 10%              |
| Sudán                                                   | 10%              |
| Islas Turcas y Caicos (Reino Unido)                     | 10%              |
| Aruba (Países Bajos)                                    | 10%              |
| Montenegro                                              | 10%              |
| Santa Elena, Ascensión y Tristán de Acuña (Reino Unido) | 10%              |
| Kirguistán                                              | 10%              |
| Yemen                                                   | 10%              |
| San Vicente y las Granadinas                            | 10%              |
| Níger                                                   | 10%              |
| Santa Lucía                                             | 10%              |
| Nauru                                                   | 30%              |
| Guinea Ecuatorial                                       | 13%              |
| Irán                                                    | 10%              |
| Libia                                                   | 31%              |
| Samoa                                                   | 10%              |
| Guinea                                                  | 10%              |
| Timor Oriental                                          | 10%              |
| Montserrat (Reino Unido)                                | 10%              |
| Chad                                                    | 13%              |
| Mali                                                    | 10%              |
| Maldivas                                                | 10%              |
| Tayikistán                                              | 10%              |
| Cabo Verde                                              | 10%              |
| Burundi                                                 | 10%              |
| Guadalupe (Francia)                                     | 10%              |
| Bután                                                   | 10%              |
| Martinica (Francia)                                     | 10%              |
| Tonga                                                   | 10%              |
| Mauritania                                              | 10%              |
| Dominica                                                | 10%              |
| Estados Federados de Micronesia                         | 10%              |
| Gambia                                                  | 10%              |
| Guayana Francesa (Francia)                              | 10%              |
| Isla de Navidad (Australia)                             | 10%              |
| Andorra                                                 | 10%              |
| República Centroafricana                                | 10%              |
| Islas Salomón                                           | 10%              |
| Mayotte (Francia)                                       | 10%              |
| Anguila (Reino Unido)                                   | 10%              |
| Islas Cocos (Australia)                                 | 10%              |
| Eritrea                                                 | 10%              |
| Islas Cook                                              | 10%              |
| Sudán del Sur                                           | 10%              |
| Comoras                                                 | 10%              |
| Kiribati                                                | 10%              |
| Santo Tomé y Príncipe                                   | 10%              |
| Isla Norfolk (Australia)                                | 29%              |
| Gibraltar (Reino Unido)                                 | 10%              |
| Tuvalu                                                  | 10%              |
| Territorio Británico del Océano Índico (Reino Unido)    | 10%              |
| Tokelau (Nueva Zelanda)                                 | 10%              |
| Guinea-Bisáu                                            | 10%              |
| Svalbard y Jan Mayen (Noruega)                          | 10%              |
| Islas Heard y McDonald (Australia)                      | 10%              |
| Reunión (Francia)                                       | 37%              |